# Vierge Contarini
La Madone Contarini ou Vierge Contarini (en italien : Madonna Contarini) est une peinture à l'huile sur  panneau de bois réalisée par le maître italien de la Renaissance Giovanni Bellini, vers 1475-1480. Représentant une Vierge à l'Enfant, elle est conservée aux Galeries de l'Académie à Venise.

## Description
Le tableau montre la Vierge en buste tenant Jésus  se tenant debout sur le dessus d'un parapet représenté au premier plan. Un cartellino avec la signature de l'artiste, IOANNES BELLINVS est peint dessus. L'Enfant bénissant présente des caractéristiques similaires à celles du Retable de Saint-Job, datant de la même décennie ou de quelques années plus tard. Son apparence fixe et iconique rappelle la peinture byzantine, qui fut l'une des racines de l'école de peinture vénitienne.
L'arrière-plan est formé par un paysage doux, avec des collines et une ville avec ses tours.

## Sources
- Mariolina Olivari, Pittori del Rinascimento, Florence, Scala, 2007, « Giovanni Bellini »

- (en) Cet article est partiellement ou en totalité issu de l’article de Wikipédia en anglais intitulé « Contarini Madonna » (voir la liste des auteurs).